# Maiszünsler
Der Maiszünsler (Ostrinia nubilalis) ist ein Kleinschmetterling aus der Familie der Crambidae. Der Maiszünsler gehört zu den wirtschaftlich bedeutendsten Schädlingen an Mais. Nach Schätzungen der FAO werden von den Raupen des Maiszünslers weltweit etwa 4 Prozent der jährlichen Maisernte vernichtet.

## Merkmale
Die Falter zeigen einen Sexualdimorphismus in Größe und Färbung. Die Flügelspannweite der Weibchen beträgt um 34 Millimeter, die der Männchen um 30 Millimeter (30 Millimeter bzw. eine Vorderflügellänge von 13 bis 14 Millimeter (♂) und 15 bis 16 Millimeter (♀)). Die Färbung und Zeichnung auch der Geschlechter ist sehr variabel; selbst in einer größeren Serie von Faltern gleicht kaum ein Individuum dem anderen. Die Weibchen sind hellgelb, cremefarben bis ziegelrot. Die Männchen sind gelblich braun, braun, graubraun bis grau, sind also im Durchschnitt meist deutlich dunkler gefärbt. Es sind fast immer zwei Querlinien ausgebildet. Meist sind sie sehr deutlich gezeichnet, seltener auch nur schwach. Sie sind beim Männchen meist gelb bzw. dünn dunkel gezeichnet mit einer mehr oder weniger breiten gelben Randung nach außen. Beim Weibchen sind die Querlinien dagegen dunkler als die Grundfarbe, meist in Brauntönen gehalten. Die gelbe Randung fehlt fast völlig. Die innere Querlinie ist grob gezackt, die äußere Querlinie dagegen fein gezähnelt mit einer tiefen medialen Ausbauchung nach außen. Bei den Männchen ist die äußere Querlinie im Innenrand häufig fleckartig verdickt. Im Mittelfeld kommen häufig weitere Zeichnungselemente hinzu. Relativ häufig ist ein kurzer Queraderstrich nahe dem Kostalrand. Andere Exemplare haben ein oder zwei, wenig prägnante, meist dunklere, gelegentlich auch hellere Längsstriche. Häufig ist auch der Kostalrand etwas dunkler. Unterer Queraderstrich, Längsstriche und ein kurzer weitere Queraderstrich näher zur inneren Querlinie können sogar einen hell gekernten, makelähnlichen Fleck ergeben. Einige Exemplare entwickeln saumwärts des (unteren) Queraderstriches einen dunkleren, undeutlich begrenzten Fleck. Bei vielen Faltern ist auch eine mehr oder weniger deutlich ausgeprägte Wellenlinie zu sehen. Das Saumfeld von der Wellenlinie bis zur Saumlinie ist häufig auffallend abwechselnd hell/dunkel gezeichnet.
Die Hinterflügel weisen eine breite, hellere Medianbinde auf, die häufig dunkel gesäumt ist. Beim Männchen sind die Hinterflügel eher graubraun, beim Weibchen eher gelbweiß oder grauweiß mit jeweils hellerer Medianlinie. Das Saumfeld ist bei den Weibchen häufig relativ dunkel gefärbt. Beim Männchen sind Kopf und Thorax gelblich ockerfarben bis braun und der Hinterleib braun. Die Fühler sind einfach und fadenförmig (filiform). Beim Weibchen sind Kopf und Thorax hell ockerfarben bis gelblich und der Hinterleib hell graubraun. Die Fühler sind wie beim Männchen einfach fadenförmig.
Das rundliche Ei ist etwas abgeflacht. Es ist zunächst weiß und wird später braun. Es misst 1,0 Millimeter in der Länge und 0,75 Millimeter im Durchmesser.
Die Raupe ist grauweiß bis braunweiß, gelegentlich pinkfarben auf dem Rücken oder mit einer leichten olivfarbenen Tönung. Sie hat eine breite, nur geringfügig dunklere, undeutlich begrenzte Rückenlinie. Die Stigmata sind grau umrandet. Die Pinacula (kleine Chitinplatten, auf denen die Borsten aufsitzen), die Kopf- und Analplatte und die Thoraxbeine sind hellbraun. Die Kopfplatte weist ein dunkelbraunes Muster auf. Der Kopf ist braun mit einer schwarzbraunen Musterung. Die Länge der Raupen während der sechs Larvenstadien beträgt: 1,6; 2,6; 4,7; 12,5; 14,5 und 19,9 Millimeter.
Die Puppe ist hell rötlich braun. Die Hinterleibssegmente besitzen auf der Rückenseite quer verlaufende, etwas erhabene Striae. Die männliche Puppe hat eine Länge von 13 bis 14 Millimeter und misst 2 bis 2,5 Millimeter im Durchmesser. Weibliche Puppen sind 16 bis 17 Millimeter lang und erreichen 3,5 bis 4 Millimeter im Durchmesser. Der Kremaster ist mit fünf bis acht (meist sechs) dicht beieinander stehenden, hakenförmigen Borsten besetzt.

## Geographische Verbreitung und Lebensraum
Der Maiszünsler ist im gemäßigten Europa weit verbreitet und häufig. Im Norden reicht das Areal bis Südnorwegen und auf die Britischen Inseln. Er neigt zu Massenvermehrungen und kann damit zum Schädling werden. Das ursprüngliche Areal erstreckte sich auf Süd- und Mitteleuropa, Nordafrika, Kleinasien und Westasien bis Turkestan. Durch menschliche Verschleppung kommt er heute nahezu kosmopolitisch vor. Allerdings ist z. T. noch nicht sicher geklärt, ob alle Populationen, die weltweit als „Maiszünsler“ identifiziert wurden, auch tatsächlich zu Ostrinia nubilalis gehören. Im Osten schließt sich das Verbreitungsgebiet von Ostrinia furnacalis an, der in der Literatur auch als „Asiatic corn borer“ bezeichnet wird. Wanner et al. (2003) vermuten, dass er von einem Maiszünsler-ähnlichen Vorfahren abstammt.
Der Maiszünsler wurde zwischen 1910 und 1920 nach Nordamerika verschleppt, worauf auch der dortige Name European corn borer hinweist.
Die Art kommt in der offenen Agrarlandschaft, auf Ruderalflächen, aber auch in Gärten, wo die entsprechenden Raupennahrungspflanzen angebaut werden, vor.

## Lebensweise
Der Maiszünsler ist in der Generationenfolge sehr flexibel. In Mittel- und Nordeuropa wurde bis zur Jahrtausendwende nur eine Generation pro Jahr gebildet. Seither wurde aber beobachtet, dass in Süddeutschland und der Schweiz zwei Generationen pro Jahr gebildet werden. In Südeuropa sind es meist drei Generationen, und in den Tropen können fortlaufend (bis zu sechs) Generationen gebildet werden. In Mitteleuropa sind die Falter daher je nach Region von Mai bis September anzutreffen. Sie sind nachtaktiv und kommen an künstliche Lichtquellen. Der weibliche Falter legt bis zu 500 Eier (400 bis 600 Eier) in kleinen Gruppen von 15 bis 20 Eiern (10 bis 40 Eier bzw. bis 30 Stück) auf der Blattunterseite ab. Die Falter werden 18 bis 24 Tage alt. Die Eiraupen schlüpfen nach 7 bis 14 Tagen. Die Hauptnahrungspflanzen der Raupen sind Mais (Zea mays), Echter Hopfen (Humulus lupulus), Kartoffeln (Solanum tuberosum), Tomaten (Lycopersicon), Paprika (Capsicum), Fenchel (Foeniculum), Hirse (Panicum und Sorgum), Hanf (Cannabis sativa), Rüben (Beta), Bohnen (Phaseolus), Buchweizen (Fagopyrum), Echter Sellerie (Apium graveolens), Alante (Inula) und Beifuß (Artemisia). Insgesamt sind ungefähr 20 Pflanzenarten bekannt, die von den Raupen befressen werden, wobei Blüten und Fruchtstände sowie das Mark der Stängel gefressen werden. Es werden sechs Larvenstadien gebildet. Die Entwicklungszeit beträgt 9, 8, 6, 9, 9 und 12 Tage für die jeweiligen Larvenstadien bzw. insgesamt etwas über 50 Tage. Allerdings variiert diese Zeit beträchtlich in Abhängigkeit vom Wetter, insbesondere von der Temperatur. Die Raupen überwintern in den Stängeln und verpuppen sich mit Beginn des Frühjahrs meist in einem lockeren Kokon. Die Puppenruhe dauert unter natürlichen Bedingungen etwa 12 Tage. Die Falter schlüpfen im Mai.

## Schadwirkung
Es werden zwei Rassen – E und Z – unterschieden. Während die Rasse E fast ausschließlich im Beifuß vorkommt, tritt die Rasse Z vor allem in den Mais- und Hopfenanbaugebieten im Süden Deutschlands auf. Seit der Jahrtausendwende dehnte sich das Verbreitungsgebiet langsam nach Norden aus, so dass der Maiszünsler seit 2004 auch in Brandenburg vorkommt.
Da sich die Raupe von Rasse Z im Verlauf des Spätsommers insbesondere beim Befall von Mais langsam im Stängelmark nach unten frisst, hängt die regionale Befallsstärke zudem von der Nutzungsart des Maises ab: Wird er als Körnermais genutzt, dann verbleiben die Raupen nach dem Dreschen im Oktober bis Dezember in den Maisstoppeln auf dem Feld und können dort überwintern. Wird er dagegen als Silomais genutzt, dann werden die Raupen bei nicht zu hohem Schnitt der Stoppeln meist mit dem Mais ins Silo verbracht und sterben spätestens beim Verdichten der Silage ab, was bis etwa 1990 das Vorkommen des Maiszünslers Z auf die klassischen Körnermaisgebiete beschränkte. Durch intensivere Maisfruchtfolge auch in den reinen Futteranbauregionen sowie (zur Erhöhung der Energiedichte der Maissilage) große Stoppellänge beim Häckseln der Maissilage hat es aber auch z. B. im südlichen Vogelsberg 2006 einen sehr starken Befall der Futtermaisflächen mit dem Maiszünsler gegeben, nachdem dieser dort in den Vorjahren bereits ab etwa 1995 vereinzelt aufgetreten war.

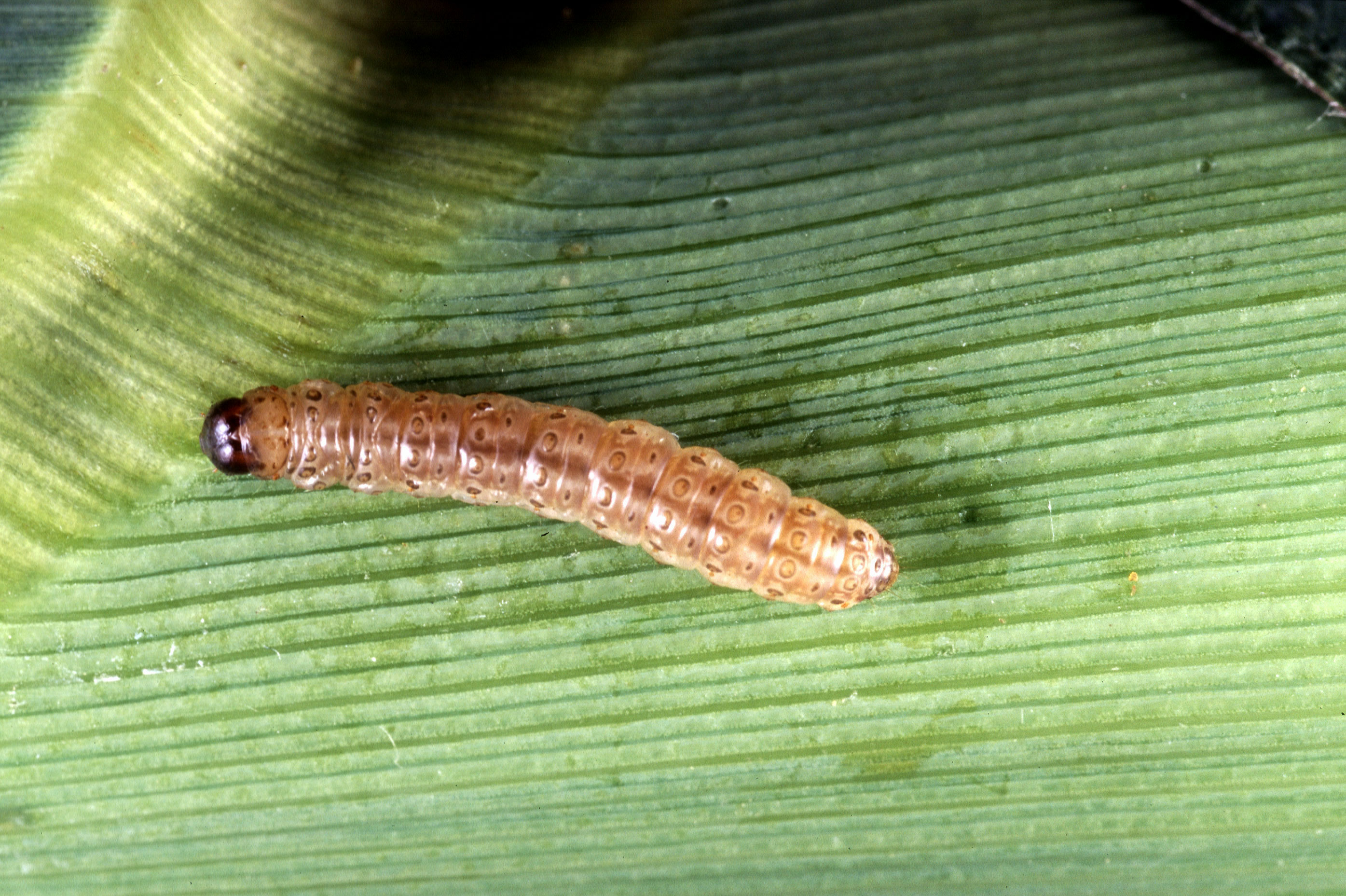
Raupe des Maiszünslers Ostrinia nubilalis, schwächt durch ihre Fraßgänge die Standfestigkeit der Pflanze.

 Vor allem in den Mais- und Hopfenanbaugebieten ihres Verbreitungsgebietes tritt die Art oft als Schädling auf.
Die von den Raupen besetzten Stängel brechen oft ab, was die Standfestigkeit der Maispflanzen verringert und dadurch die Ernte erschwert. Auch wird die jeweilige Maispflanze in ihrer Entwicklung geschwächt, da das Stängelmark im Herbst für die Energieeinlagerung in den Kolben nicht mehr zur Verfügung steht, so dass sich bei stark befallenen Parzellen durchaus mehrere 10 Prozent Verluste entweder an Kornertrag (Körnermais) oder Energieertrag (Futtermais) einstellen können. Infolge des Maiszünslerbefalls entsteht oft eine erhöhte Krankheitsanfälligkeit, zum Beispiel gegenüber Schimmelpilzen der Gattung Fusarium, welche den Mais für die weitere Verwendung außer zur Biogasherstellung unbrauchbar machen.
Wird Zuckermais angebaut, so stellen die Fraßschäden des Zünslers an den Kolben ein ästhetisches Problem dar (ähnlich dem wurmiger Äpfel, verursacht durch den Apfelwickler), die betroffenen Partien sind dadurch nicht mehr verkäuflich.

## Bekämpfung
Zur Bekämpfung des Maiszünslers werden entweder Insektizide (z. B. Oxadiazine, Pyrethroide), Schlupfwespen (Trichogramma brassicae) oder das Bodenbakterium Bacillus thuringiensis eingesetzt.
In Deutschland sind zwei Insektizide zugelassen. Sowohl Steward (Wirkstoff Indoxacarb, aus der Klasse der Oxadiazine) als auch Gladiator (Wirkstoff Methoxyfenozid, aus der Klasse der Entwicklungsbeschleuniger) besitzen eine Zulassung gegen den Maiszünsler in Mais. In der Schweiz ist daneben noch der biologisch gewonnene Wirkstoff Spinosad gegen den Schädling im Einsatz. Für diesen Wirkstoff liegt eine Listung im Anhang 3 der Wirkstofflistung in der EU vor. Damit könnte der Wirkstoff auch im "Öko"-Anbau eingesetzt werden.
Zum Zeitpunkt der chemischen Bekämpfung weist der Mais allerdings meist schon eine Wuchshöhe von mehr als einem Meter auf, so dass Spezialtraktoren (Portalschlepper oder Selbstfahrer mit sehr hoher Bodenfreiheit) nötig sind, will der Landwirt nicht drei Meter breite Fahrgassen in seinem Bestand haben.
Gentechnisch veränderter Mais auf der Grundlage des für den Maiszünsler giftigen Proteins von Bacillus thuringiensis (BT-Mais) ist zwar gegen die Larve resistent, verhindert aber nicht den Befall durch ausgewachsene Tiere. Es entwickeln sich somit in BT-Mais auch Zünslerlarven, von denen allerdings nur ein sehr geringer Teil bis zum adulten Tier heranwächst.
Eine zusätzliche Methode ist das gründliche Zerkleinern und tiefe Unterpflügen (mindestens 25 cm und soweit dies von Umweltauflagen nicht untersagt ist) der befallenen Pflanzenteile, was umso wirksamer ist, je mehr Landwirte einer Region sich daran beteiligen.
In Frankreich wird an der Verwirrmethode gearbeitet (dabei wird dem auf Pheromonen basierende Lockmechanismus der Falter entgegengewirkt, so dass die Männchen nicht die Weibchen finden). Diese Methode lässt sich gut mit der Bekämpfung durch Schlupfwespen kombinieren.